# Dómnino (Vladímir)
|  | Per a altres significats, vegeu «Dómnino». |

Dómnino (en rus: Домнино) és un poble de l'óblast de Vladímir, a Rússia, segons el cens del 2010 tenia 12 habitants. Pertany al districte municipal de Mélenki.